# Оружие направленной энергии
Оружие направленной энергии (ОНЭ) (англ. Directed-energy weapon, DEW) — оружие, излучающее энергию в заданном направлении без использования проводов, дротиков и других проводников, для достижения летального или нелетального эффекта.
Преимущественно виды такого оружия описаны в фантастических книгах, присутствуют в видеоиграх, фильмах и мультфильмах, нефункциональных игрушках. 
В действительности лишь некоторые виды ОНЭ находятся на стадии разработки, НИОКР и тестирования.

## Виды передачи энергии
Основными видами передачи энергии, используемыми в ОНЭ могут быть:
- электромагнитные волны:
  - микроволны
  - световое излучение (например, в лазерах и мазерах)
  - электрический разряд (в электролазерах)
  - инфракрасное излучение, тепло
- направленные потоки ионизированных (заряженных) частиц
- кинетическая энергия поражающих элементов с массой[прояснить][уточнить]
- акустические колебания (звук)

## Виды ОНЭ
- Электромагнитное оружие
  - Микроволновое оружие
  - Лазерное оружие
  - Электролазер
- Пучковое оружие
  - Teleforce
  - Плазменное оружие
    - Огнемёты
- Кинетическое оружие
  - Ускорительное оружие
    - Рельсотрон
    - Пушка Гаусса
    - Космическая пушка
- Акустическое оружие
  - Инфразвуковое оружие
  - Дальнодействующее акустическое устройство
- Психотронное оружие